# 957
Cette page concerne l'année 957  du calendrier julien. Pour l'année 957 av. J.-C., voir 957 av. J.-C.
L'année 957 est une année commune qui commence un jeudi.

## Événements
- Printemps : les musulmans de Sicile lancent une contre-offensive en Calabre contre les Byzantins[1].
- Été : le roi de León Sanche Ier le Gras est battu par les troupes du calife de Cordoue[2].
- 9 septembre et 18 octobre[3] : la régente de Kiev, Olga est reçue à Constantinople par l’empereur Constantin VII Porphyrogénète avec une importante délégation, dont 22 ambassadeurs des princes féodaux russes et 43 marchands. Olga se convertit au christianisme et prend le nom d’Hélène[4]. Elle tente en vain de répandre le christianisme en Russie.

- Les Persans de Chiraz fondent Kiloa en Afrique orientale[5].
- Début du règne de Parantaka II (en), roi Chola de Tanjore (fin en 973)[6].
- Edgar le Pacifique (943-975) est élu roi par les thanes de Mercie et de Northumbrie à l'issue de leur révolte contre son frère Eadwig, qui ne conserve que le Wessex et le Kent, au sud de la Tamise (fin en 959)[7].
- Dunstan, bénédictin réformateur de la vie monastique en Angleterre, rappelé de son exil par Edgar, devient évêque de Worcester[8].